# Stanley Kgatla
Stanley Mathafane Kgatla (Tzaneen, 13 settembre 1982) è un ex calciatore sudafricano, di ruolo centrocampista.

## Caratteristiche tecniche
Mediano, poteva essere schierato anche come centrocampista centrale.

## Carriera

### Club
Ha cominciato a giocare nel Winners Park. Nel 2003 è passato al Platinum Stars. Nel 2011 si è trasferito all'AmaZulu. Nel 2013 ha firmato un contratto con il Mpumalanga Black Aces. Ha concluso la propria carriera nel 2016, dopo aver giocato per due anni all'Highlands Park.

### Nazionale
Ha debuttato in Nazionale il 17 luglio 2005, in Sudafrica-Panama (1-1, 3-5 d.c.r.), subentrando a Siyabonga Nomvethe al minuto 118. Ha partecipato, con la Nazionale, alla CONCACAF Gold Cup 2005. Ha collezionato in totale, con la maglia della Nazionale, una presenza.